# 高橋秀幸
高橋 秀幸（たかはし ひでゆき、1973年4月12日 - ）は日本の歌手である。
山形県山形市出身。
2008年、34歳の時に特撮テレビドラマ『炎神戦隊ゴーオンジャー』主題歌「炎神戦隊ゴーオンジャー」でデビューした。主に特撮ソング（スーパー戦隊シリーズ）、キッズソングを手がける。

## 人物歴

### 出生・少年時代
1973年4月12日生まれ。小学1年生から高等学校卒業まで山形県山形市内で過ごす。
高等学校3年時、学園祭の「のど自慢大会」に友人と2人で出場し優勝。この出来事から自身の歌を意識し始める。

### 学生時代から就職まで
高等学校卒業後、立正大学へ進学し埼玉県熊谷市に転居。大学では軽音楽サークルに所属し、ハードロック、パンク・ロック、ソウルミュージック、ファンク、J-POPなど様々なジャンルでボーカリストを担当する。高橋は後に、この経験が自分の歌の基礎が出来たと語っている。
大学在学中からプロの歌手を目指し、卒業後は作曲論と歌を学ぶため、トライアード音楽学院へ入学した。そこで橋本仁に師事し、彼の「音楽で人を楽しませる」スタイルに感銘を受ける。
専門学校卒業後、アルバイト生活をしながら、デモテープを作りレコード会社へ送っていたが、夢叶わず28歳の時に断念。大学時代に所属していた軽音楽サークルの先輩である鈴木盛広（以下、鈴木）の紹介により、彼の勤務する音楽系IT企業へ就職した。
入社後は音楽事業部に所属し、インターネットコンテンツのBGMや着信メロディ制作、仮歌、バックコーラスなどを手がける。

### 楽曲コンペティションからデビューまで
2004年から、高橋の勤務する会社は「スーパー戦隊シリーズ」の楽曲コンペティションに楽曲を応募し、高橋は上司の鈴木が作曲した同コンペティション用楽曲の仮歌を担当する。諦めきれない歌手への思いから仮歌にとても力を入れ、特に、元々特撮作品やヒーローソングを好んでいたため、同コンペティション用楽曲の仮歌には気合いが入っていた。
2007年、コロムビアミュージックエンタテインメント内では、楽曲コンペティションにより「スーパー戦隊シリーズ」第32作の主題歌として岩崎貴文による楽曲が決定した。主題歌歌手は同コンペティションで集まった楽曲の仮歌歌手も候補に挙がり、高橋にオーディションの声がかかる。
同年秋、面接を経てスタジオオーディションに合格し、同主題歌歌手としてデビューが決定した。コロムビアミュージックエンタテインメントの担当プロデューサーは、高橋を起用した理由を次のように語っている。
レコーディング前のスタジオ練習では当初、「力強く」、「熱く」歌っていたが、ディレクターから求められていたのはクロマチック・ラン奏法を多用した軽快なサウンドに合った「爽やかで軽快」な歌い方であり、まだ自分の中の引き出しにはない歌唱法だったため、苦労したと振り返っている。

### デビューから脱サラ、専業歌手へ
2008年1月、東京ドームシティ プリズムホールで行われた「『炎神戦隊ゴーオンジャー』プレミア発表会」にて、同番組の主題歌歌手として初ステージを踏む。同年3月、「炎神戦隊ゴーオンジャー」で歌手デビューした。同時にProject.Rへ加入する。
以降、「スーパー戦隊シリーズ」主題歌や挿入歌、エンディングテーマのほか、学芸ジャンルやキッズソングを手がける。
デビュー後も会社勤務を続けた後、2013年秋に退職。
歌手業のほか、絵本の読み聞かせ、一児の父として子育てに関する講演会なども行うように。

### 声帯結節 発症
2016年12月、声帯結節を発症。発症に至る経緯や病状について、声帯の写真付きでお詫びのメッセージとともに自身のブログで発表した。
歌手活動を休止せざるを得ない状況になったが、治療のための1週間の発声禁止期間を経て、声帯結節（「声帯にできた白い部分」「タコみたいなもの」と表現）の縮小が確認される。
ファンからの応援を受けつつ、以降も治療とリハビリを地道に続け、2017年1月に行われた収録作業では、収録を担当したディレクターやエンジニアからも「全然問題ない」とお墨付きをもらえるほどの発声状態に回復。歌手活動が再開された。

### 所属事務所退所、再所属
2019年3月31日をもって、10年所属していた事務所であるグローブ・エンターブレインズとの契約満了により退所。同日、高橋自身のTwitter、Facebookおよび事務所サイトにてその旨を発表した。（Facebook投稿内コメントにて「フリーダムシンガー」と自身を呼称）
フリー期間を経て、2019年12月4日にSister MAYOと同じツーフェイス・プロモーションに所属したことを高橋自身のTwitterアカウントで発表した。

### フリー活動宣言
2023年12月31日をもって、ツーフェイス・プロモーションを円満退所したことを高橋自身のX（旧Twitter）、Facebook、Instagramのアカウントで発表した。（Xの投稿にて「高橋秀幸」の益々の活発な活動を第一に考えて頂いた超円満放流である旨が報告されている。）

## 主な活動

### 歌手業
2008年に『炎神戦隊ゴーオンジャー』主題歌「炎神戦隊ゴーオンジャー」でデビュー後、「スーパー戦隊シリーズ」主題歌や挿入歌、エンディングテーマに携わり、2012年には2度目となる同シリーズ主題歌「バスターズ レディーゴー!」、「モーフィン! ムービン! バスターズシップ!」（両曲ともに『特命戦隊ゴーバスターズ』オープニングテーマ）を担当する。同シリーズでは単独名義のほかに、Project.Rの一員として映画主題歌やエンディングテーマを歌唱した。
そのほか、学芸ジャンルやキッズソングを手がけ、テレビ番組『キッズ劇場ピース』（旧題『キッズ劇場Neo』）では、2010年から2015年まで「歌のおにいさん」を務めた。
2013年、初となるテレビアニメ主題歌「Go ahead!」（テレビアニメ『探検ドリランド -1000年の真宝-』オープニングテーマ）を歌唱した。『探検ドリランド -1000年の真宝-』第3期（ベリンダ編）では、『探検ドリランド』第1期（ミコト編）の主題歌を担当したさくらとともに、オープニングテーマ「Go ahead! 〜SSR〜」を歌唱する。
2015年9月からテレビアニメ「フューチャーカード バディファイト100」の主題歌「Beyond the limits」を歌唱。同作品の挿入歌として「GO GO BUDDY!!」も歌唱した。曲のイメージとともに「自分自身の弱さへ打ち勝つため」という理由から自身も肉体改造を行い、今までの爽やかなイメージから浅黒くバッキバキな野生味があふれる姿に。衣装もそのイメージに合わせ、バディファイトの熱さや強さを体現した。また、年末にはブシロードミュージックが主催する「ミルキィホームズ Presents ブシロードライブ 2015」にも出演を果たした。

### メディア出演
2011年1月、インターネット配信番組『おしゃれチン列罪』を開始した。「ママとチーママ」コーナーでは、東京都北区東十条にあるスナックの女主人｢ひでママ｣こと畳鰯ひで子（たたみいわし ひでこ）という設定で、女性語を使用し女装姿で出演する。ひでママは同番組のみのキャラクターであったが、同年11月、同番組の共演者であるSister MAYO主催のライブイベントにひでママとして出演した。2012年3月、『おしゃれチン列罪2』へのリニューアルに伴い、ひでママに代わり、「アゲハマン」として覆面姿で出演する。
2012年4月、ラジオ番組『宮本佳那子×高橋秀幸の生っちゃライブ♪ショー』を開始する。
2014年6月、YouTubeにてインターネット番組「ヒデはフルスロットル!?」を開始。アシスタントに声優「沖佳苗」と元AKB48「田名部生来」を配置する布陣で放送された。内容は、ゲストを迎えてのトークコーナー、登山に料理。果ては催眠術にかかるチャレンジ系の企画など、バラエティに富んだ内容になっている。中でも高橋が様々なアニソンカバーを歌唱するコーナー「BANG BANG カバー！」は、キーボードとバイオリンによるアコースティックアレンジでの歌唱で、本業の歌手としての魅力も存分に伝える番組となった。

### コーラス
デビュー以前より、「い～じゃん!友情」（アニメ『ドージンワーク』主題歌）、「HERO」（特撮テレビドラマ『仮面ライダー剣』キャラクターソング）などにコーラスとして参加した。デビュー後も『戦国無双3』キャラクター・ソングやクォン・サンウ、リュ・シウォンの楽曲、「七色アーチ」（アニメ『ポケットモンスター ベストウイッシュ』エンディングテーマ）などにコーラスとして参加している。

### 講師
これまでも新人歌手への歌唱指導（ボイストレーニング）を行っていたが、カルチャースクール主催イベント内の特別プログラムで行ったアニメソング講座などがきっかけで、2015年4月からよみうりカルチャー荻窪にてアニメソング教室（通称：たかぱスクール）の講師として活動を始めることとなった。
2019年によみうりカルチャー荻窪での講師活動は終了となったが、2020年3月から「TaKaPa School（たかぱスクール）」としてリニューアル。東京、大阪、福岡の3都市でアニメソング教室を開校することとなった。
近年では、専門学校での特別講師や、自身のTwitterでも地方でのボーカルレッスンの募集を行うなど、アニソンシンガーの後進育成にも力を入れている。

## 人物

### 愛称
愛称は「たかぱす」。この愛称は、自身の公式ファンクラブ名（たかぱすファミリー）や、月刊フリーペーパー『アニカン』2012年4月号より連載するコラムのタイトル（たかぱすたーず レディーゴー!）に冠している。なお、会社勤めと並行して歌手活動を行っていた時期は、「サラリーマンシンガー（サラリーマン歌手）」を自称していた。

### 趣味・特技
物真似（声帯模写）を得意とする。レパートリーは美川憲一、小林旭、五木ひろしなど。
小学生時代からプロ野球の広島東洋カープのファンであり、スポーツ観戦を趣味としている。
得意料理は餃子で、家族に振舞っているとのこと。

### 家族
デビュー以前から既婚者であり、一男の父である。コンピレーション･アルバム『パパへの応援ソング パパって、だいすき。』収録曲「パパに、ついてこい!」では、「高橋秀幸と高橋家」名義で妻子が歌唱者として参加している。

## 影響を受けた人物

### 水木一郎
高橋は影響を受けた人物の一人に、水木一郎の名を挙げている。水木が主題歌を担当したテレビアニメ『マジンガーZ』、『グレートマジンガー』、『宇宙海賊キャプテンハーロック』、特撮テレビ番組『大鉄人17』を幼少期に視聴していた高橋は、「主題歌を聴き、熱い血を注入されて育った」と自認する。上記のヒーローソングのほか、『がんばれ!!ロボコン』主題歌などコミカルソングを歌う表現力の幅広さに惹かれていた。

### 渋谷系
大学生時代は当時全盛期であった渋谷系を好み、特にORIGINAL LOVEの影響を受けた。高橋は歌手の池田彩との対談において、渋谷系からの影響について次のように語っている。

## 評価
デビュー時、高橋の歌声について、『東映ヒーローMAX』は「力強さの中にも甘く爽やかなボーカルを聴かせてくれる」、『アニメイトTV』は「さわやかで明朗な歌声の中に力強さがあるボーカルが魅力」、大石憲一郎は「甘い雰囲気なんかも感じさせるボーカル」、岩崎貴文は「爽やかで元気になる」と評した。

## 作品

### シングル
| 発売日         | タイトル                                                                               | 規格品番                                 | 使用作品                                                   |
| -------------- | -------------------------------------------------------------------------------------- | ---------------------------------------- | ---------------------------------------------------------- |
| 2008年3月19日  | 炎神戦隊ゴーオンジャー/炎神ファーストラップ-Type Normal-                               | COCC-16071 XT-2521-2（炎神ソウルセット） | 『炎神戦隊ゴーオンジャー』主題歌                           |
| 2010年3月17日  | 天装戦隊ゴセイジャー/ガッチャ☆ゴセイジャー                                             | COCC-16351                               | 『天装戦隊ゴセイジャー』エンディングテーマ                 |
| 2010年4月21日  | ガッチャ☆ゴセイジャー TYPE 2 REMIX/天装戦隊ゴセイジャー                                | COCC-16358                               | 『天装戦隊ゴセイジャー』エンディングテーマ                 |
| 2012年2月29日  | バスターズ レディーゴー!/キズナ〜ゴーバスターズ!                                       | COCC-16551 COCC-16552（限定盤）          | 『特命戦隊ゴーバスターズ』前期主題歌                       |
| 2013年5月22日  | Go ahead!                                                                              | COCC-16719                               | 『探検ドリランド -1000年の真宝-』主題歌                    |
| 2015年10月21日 | Beyond the limits                                                                      | BRMM-10022                               | 『フューチャーカード バディファイト100』主題歌             |
| 2018年6月29日  | KEEP“GO-ON!” （炎神戦隊ゴーオンジャー 10 YEARS GRANDPRIX 主題歌シングル ＜配信限定＞） | COKM-42070                               | Vシネマ「炎神戦隊ゴーオンジャー 10 YEARS GRANDPRIX」主題歌 |

### アルバム
| 枚  | 発売日        | タイトル                    | 規格品番   | レーベル       | 備考                         |
| --- | ------------- | --------------------------- | ---------- | -------------- | ---------------------------- |
| 1st | 2018年9月12日 | 10nk YOU! 〜KEEP “GO-ON!”〜 | COCX-40495 | 日本コロムビア | デビュー10周年ベストアルバム |

### デジタル配信
| 配信開始日    | 曲名                | 作詞     | 作曲     | 編曲               | 備考                                                |
| ------------- | ------------------- | -------- | -------- | ------------------ | --------------------------------------------------- |
| 2020年3月5日  | Natural Born Runner | 高橋秀幸 | 高橋秀幸 | 高橋秀幸           |                                                     |
| 2020年3月14日 | コロナがすぎたら    | 高橋秀幸 | 高橋秀幸 | 高橋秀幸           |                                                     |
| 2020年7月20日 | New World           | 高橋秀幸 | 高橋秀幸 | 高橋秀幸           |                                                     |
| 2020年7月22日 | YOU -失君花-        | 高橋秀幸 | 高橋秀幸 | 高橋秀幸           |                                                     |
| 2020年9月20日 | AI★JIN              | 高橋秀幸 | 高橋秀幸 | 高橋秀幸、水島康貴 |                                                     |
| 2021年4月17日 | song of solitude    | 高橋秀幸 | 高橋秀幸 | 高橋秀幸           |                                                     |
| 2022年5月3日  | 君のみかたさ        | 高橋秀幸 | 高橋秀幸 | 高橋秀幸           |                                                     |
| 2023年5月23日 | 言霊戦士・YAMBAIDER | 恩田潤   | 恩田潤   | 恩田潤、高橋秀幸   | 山形 ご当地ヒーロー『言霊戦士ヤンバイダー』テーマ曲 |

### コンピレーション・アルバム、オムニバス・アルバム収録曲

#### 特撮・アニメソング
| 曲名                                           | 作詞           | 作曲       | 編曲                    | 使用作品                                                      |
| ---------------------------------------------- | -------------- | ---------- | ----------------------- | ------------------------------------------------------------- |
| レッツ・ゴー音頭                               | マイクスギヤマ | 鈴木盛広   | 鈴木盛広                | 『炎神戦隊ゴーオンジャー』挿入歌                              |
| GO! BABABANG! ゴーオンジャー                   | マイクスギヤマ | 鈴木盛広   | 鈴木盛広                | 『炎神戦隊ゴーオンジャー』挿入歌                              |
| GO! BABABANG! ゴーオンジャー -BAND! Bang!-MIX- | マイクスギヤマ | 鈴木盛広   | 鈴木盛広                | 『炎神戦隊ゴーオンジャー』挿入歌                              |
| まめゴマ音頭でプー                             | Mari-Joe       | 大橋恵     | 大橋恵                  | 『クプ～!!まめゴマ!』挿入歌                                   |
| ガッチャ☆銀幕 ～ゴセイジャーVSシンケンジャー～ | 藤林聖子       | 岩崎貴文   | Project.R               | 『天装戦隊ゴセイジャーVSシンケンジャー エピックon銀幕』主題歌 |
| 鋼の心 ゴーカイシルバー                        | 藤林聖子       | 山下康介   | 鈴木盛広（Project.R）   | 『海賊戦隊ゴーカイジャー』挿入歌                              |
| モーフィン! ムービン! バスターズシップ!        | 藤林聖子       | 大石憲一郎 | Project.R（大石憲一郎） | 『特命戦隊ゴーバスターズ』後期主題歌                          |
| 高めろ！忍タリティ！！                         | 坂井竜二       | 城戸紘志   | 水島康貴                | 『手裏剣戦隊ニンニンジャー』挿入歌                            |
| ミラクルスター！シシレッドオリオン             | マイクスギヤマ | 高木洋     | 高木洋                  | 『宇宙戦隊キュウレンジャー』挿入歌                            |
| POWER UP！スーパーゼンカイザー                 | マイクスギヤマ | 大石憲一郎 | 大石憲一郎              | 『機界戦隊ゼンカイジャー』挿入歌                              |

#### キッズソング
| 曲名                             | 作詞                | 作曲                       | 編曲     | 収録アルバム（初収録のみ）                              | 備考                     |
| -------------------------------- | ------------------- | -------------------------- | -------- | ------------------------------------------------------- | ------------------------ |
| せっしゃは忍者、チャレンジャー!! | 大森祥子            | 山口朗彦                   | 山口朗彦 | 『2011 うんどう会(3) せっしゃは忍者、チャレンジャー!!』 |                          |
| パパに、ついてこい!              | 高橋秀幸            | 高橋秀幸                   | 佐藤泰将 | 『パパへの応援ソング パパって、だいすき。』             | 歌唱者：高橋秀幸と高橋家 |
| イクメン一週間                   | 高橋秀幸、青Yりんご | 原曲：ロシア民謡「一週間」 | 有澤孝紀 | 『パパへの応援ソング パパって、だいすき。』             |                          |
| セイヤッ！空手パンチ！           | 岩崎貴文            | 岩崎貴文                   | 岩崎貴文 | 『2017 うんどう会(5) セイヤッ！空手パンチ！』           |                          |

#### その他
| 曲名                              | 作詞     | 作曲     | 編曲               | 収録アルバム                                                          | 備考                                      |
| --------------------------------- | -------- | -------- | ------------------ | --------------------------------------------------------------------- | ----------------------------------------- |
| NEXT                              |          | 高橋秀幸 | 高橋秀幸           | 『super hero festival orizinal sound track vol.6「emotional SCORE」』 | インディーズ                              |
| フルスロットラー                  | 高橋秀幸 | 高橋秀幸 | 村井大             | フルスロットラー                                                      | 「Beyond the limits」アニメイト予約特典CD |
| Let's Go たかHappy☆               | 高橋秀幸 | 高橋秀幸 | 高橋秀幸           | LET'S GO たかHAPPY☆                                                   | ライブ限定販売CD                          |
| Cherry on the Run! feat. 田崎慎也 | 高橋秀幸 | 高橋秀幸 | 高橋秀幸、田崎慎也 | LET'S GO たかHAPPY☆                                                   | ライブ限定販売CD                          |

### 映像作品
- スーパーヒーローミュージックスタジオ ZERO[123]
- スーパーヒーローミュージックスタジオ THIRD[123]
- 仮面ライダー生誕40周年×スーパー戦隊シリーズ35作品記念 40×35 感謝祭 Anniversary LIVE&SHOW[124]
- 超英雄祭 KAMENRIDER×SUPERSENTAI LIVE&SHOW 2013[125]
- 超英雄祭 KAMENRIDER×SUPERSENTAI LIVE&SHOW 2014[125]
- 超英雄祭 KAMENRIDER×SUPERSENTAI LIVE&SHOW 2015[125]
- 超英雄祭 KAMENRIDER×SUPERSENTAI LIVE&SHOW 2016[125]
- 仮面ライダー生誕45周年×スーパー戦隊シリーズ40作品記念 45×40 感謝祭 Anniversary LIVE & SHOW スーパー戦隊DAY[126]
- 超英雄祭 KAMENRIDER×SUPERSENTAI LIVE&SHOW 2018[125]
- 超英雄祭 KAMENRIDER×SUPERSENTAI LIVE&SHOW 2019[125]
- 超英雄祭 KAMENRIDER×SUPERSENTAI LIVE&SHOW 2020[125]
- 仮面ライダー生誕50周年 × スーパー戦隊シリーズ45作品記念 50×45 感謝祭 Anniversary LIVE & SHOW DAY1 -SUPER SENTAI-[127]
- 超英雄祭 KAMENRIDER×SUPERSENTAI LIVE&SHOW 2023[125]

### コマーシャルソング
| タイトル                      | 使用作品                                       | 備考                      |
| ----------------------------- | ---------------------------------------------- | ------------------------- |
| 3Dパジャマックスがやってきた! | バンダイ『3Dパジャマックス』コマーシャルソング | 高橋秀幸（Project.R）名義 |

### ゲームソング
| 曲名         | 作詞     | 作曲     | 編曲       | 使用作品                                                                          |
| ------------ | -------- | -------- | ---------- | --------------------------------------------------------------------------------- |
| EX-FACTOR    | 坂井竜二 | 海津信志 | 安岡洋一郎 | スマートフォンアプリ クロスオーバーRPG 『ゲシュタルト・オーディン』特撮主題歌楽曲 |
| 星のハナビラ | 坂井竜二 | 三浦英之 | 籠島裕昌   | スマートフォンアプリ クロスオーバーRPG 『ゲシュタルト・オーディン』特撮主題歌楽曲 |
| Judgment     | 坂井竜二 | 三浦英之 | 玉木千尋   | スマートフォンアプリ クロスオーバーRPG 『ゲシュタルト・オーディン』特撮主題歌楽曲 |

### 提供楽曲
- マイドリーム!マイメロディ!（作詞）[G 2]
- 空いっぱいの気持ち（作詞）[130]

## 参加作品

### Project.R
| 曲名                                                       | 作詞               | 作曲         | 編曲                    | 使用作品                                                             | 名義 |
| ---------------------------------------------------------- | ------------------ | ------------ | ----------------------- | -------------------------------------------------------------------- | --- |
| 炎神フォーメーションラップ -劇場BANG! Custom-              | マイクスギヤマ     | 大石憲一郎   | Project.R（大石憲一郎） | 『炎神戦隊ゴーオンジャー BUNBUN!BANBAN!劇場BANG!!』主題歌            | Project.R（谷本貴義、高取ヒデアキ、Sister MAYO、高橋秀幸、岩崎貴文、YOFFY、五條真由美、大石憲一郎）                                                      |
| 炎神ファイナルラップ -Type Evolution-                      | マイクスギヤマ     | 大石憲一郎   | Project.R（大石憲一郎） | 『炎神戦隊ゴーオンジャー』エンディングテーマ                         | Project.R（谷本貴義、Sister MAYO、高橋秀幸、大石憲一郎）                                                                                                 |
| 炎神ウィニングラン -Type Formla-                           | マイクスギヤマ     | 大石憲一郎   | Project.R（大石憲一郎） | 『炎神戦隊ゴーオンジャー』エンディングテーマ                         | Project.R |
| モヂカラ大行進                                             | 藤林聖子           | 鈴木盛広     | 鈴木盛広                | 『侍戦隊シンケンジャー』挿入歌                                       | ヤング・フレッシュ、高橋秀幸（Project.R） |
| スーパー戦隊 ヒーローゲッター                              | 当該記事参照       | 当該記事参照 | 当該記事参照            | 当該記事参照                                                         | Project.R |
| スーパー戦隊 ヒーローゲッター〜Now & Forever ver.          | 当該記事参照       | 当該記事参照 | 当該記事参照            | 当該記事参照                                                         | Project.R |
| スーパー戦隊ヒーローゲッター2016                           | 当該記事参照       | 当該記事参照 | 当該記事参照            | 当該記事参照                                                         | Project.R |
| 輝く王者                                                   | 藤林聖子           | 岩崎貴文     | 中畑丈治                | 『動物戦隊ジュウオウジャー』挿入歌                                   | Project.R（高橋秀幸、宮島咲良） |
| 炎神ファーステストラップ 〜Type 10YG Maximum Performance〜 | マイクスギヤマ     | 大石憲一郎   | Project.R（大石憲一郎） | 『Vシネマ「炎神戦隊ゴーオンジャー 10 YEARS GRANDPRIX」』エンディング | ゴーオンジャー＆ケガレシア with Project.R（谷本貴義、Sister MAYO、大石憲一郎、高橋秀幸）                                                                 |
| スーパー戦隊ヒーローゲッター～テン・ゴーカイジャーver.～   | 藤林聖子、荒川稔久 | 大石憲一郎   | 大石憲一郎              | 『Vシネクスト「テン・ゴーカイジャー」』エンディング主題歌            | Project.R（NoB、高取ヒデアキ、Sister MAYO、YOFFY、谷本貴義、高橋秀幸、松原剛志、鎌田章吾、伊勢大貴、大西洋平、幡野智宏、吉田達彦、吉田仁美、出口たかし） |

### 高橋秀幸、宮本佳那子
名義は「高橋秀幸、宮本佳那子」、「宮本佳那子、高橋秀幸」、「高橋秀幸&宮本佳那子」など、楽曲により異なる。
「パジャマジャ」（バンダイ『光るパジャマ』コマーシャルソング）、「ひで＆かなのトゥルッ♪トゥギャザー」関連曲を除き、カバー曲。
| 曲名                           | 作詞                   | 作曲                                   | 編曲             | 収録アルバム（初収録のみ）                                               |
| ------------------------------ | ---------------------- | -------------------------------------- | ---------------- | ------------------------------------------------------------------------ |
| キッチンオーケストラ           | 坂田おさむ             | 堀井勝美                               | 高木洋           | 『こどものうた だいすきっズそんぐ ～マル・マル・モリ・モリ！～』         |
| パンパパ・パン                 | もりちよこ             | ポカスカジャン                         | 高木洋           | 『どきわく こどものうた』                                                |
| モラモラマンボウ               | 東龍男                 | 石川ハルミツ                           | 高木洋           | 『どきわく こどものうた』                                                |
| ショキ ショキ チョン           | 二階堂和美             | 二階堂和美                             | 高木洋           | 『どきわく こどものうた』                                                |
| しまうまグルグル               | 遠藤幸三               | 乾裕樹                                 | 乾裕樹           | 『どきわく こどものうた』                                                |
| 南の島のハメハメハ大王         | 伊藤アキラ             | 森田公一                               | 若松正司         | 『どきわく こどものうた』                                                |
| 五匹のこぶたとチャールストン   | 漣健児（日本語訳詩）   | モーガン&マルキン                      | 越部信義         | 『どきわく こどものうた』                                                |
| 北風小僧の寒太郎               | 井出隆夫               | 福田和禾子                             | 福田和禾子       | 『どきわく こどものうた』                                                |
| 手のひらを太陽に               | やなせたかし           | いずみたく                             | たかしまあきひこ | 『どきわく こどものうた』                                                |
| アイスクリームのうた           | 佐藤義美               | 服部公一                               | 若松正司         | 『ショコラちゃんとうたおう どうよう』                                    |
| いえイェイ!!                   | 松本あかね             | 牧野奏海                               | 高木洋           | 『こどものうた ～VAMOLA! キョウリュウジャー～』                          |
| おめでとうを100回              | 日暮真三               | 沢田完                                 | 高木洋           | 『こどものうた ～VAMOLA! キョウリュウジャー～』                          |
| パジャマジャ                   | もりちよこ             | 福本公四郎                             | 安岡洋一郎       | 『こどものうた ～VAMOLA! キョウリュウジャー～』                          |
| おんまはみんな                 | 中山知子（日本語訳詩） | アメリカ民謡                           | 有澤孝紀         | 『にこにこ どうよう』                                                    |
| やまのワルツ                   | 香山美子               | 湯山昭                                 | 湯山昭           | 『にこにこ どうよう』                                                    |
| ホ!ホ!ホ!                      | 伊藤アキラ             | 越部信義                               | 越部信義         | 『にこにこ どうよう』                                                    |
| ぽかぽかてくてく               | 阪田寛夫               | 小森昭宏                               | 小森昭宏         | 『にこにこ どうよう』                                                    |
| めだかの学校                   | 茶木滋                 | 中田喜直                               | 若松正司         | 『にこにこ どうよう』                                                    |
| オブラディ・オブラダ           | 黒木宏（日本語訳詩）   | ジョン・レノン、ポール・マッカートニー | 兼崎順一         | 『こどものうた ドンドコ大行進!』                                         |
| とんでったバナナ               | 片岡輝                 | 桜井順                                 | 塚山エリコ       | 『こどものうた ドンドコ大行進!』                                         |
| キャンプだホイ                 | マイク眞木             | マイク眞木                             | 小森昭宏         | 『みんなでうたお！ようちえん・ほいくえんでうたううた』                   |
| アルファベットのうた           |                        |                                        | 有澤孝紀         | 『こどものうた ヒット・ヒット・コンサート！』                            |
| 気球にのってどこまでも         | 東龍男                 | 平吉毅州                               | 有澤孝紀         | 『こどものうた ヒット・ヒット・コンサート！』                            |
| Let's go!トゥルッ♪トゥギャザー | 宮本佳那子、高橋秀幸   | 高橋秀幸                               | 高橋秀幸         | 『ひで＆かなのトゥルッ♪トゥギャザー』（ライブ限定販売CD）                |
| たからばこ                     | 宮本佳那子、高橋秀幸   | 高橋秀幸                               | 高橋秀幸         | 『ひで＆かなのトゥルッ♪トゥギャザー 〜3rd season〜』（ライブ限定販売CD） |

### その他の参加作品

#### 特撮・アニメソング
| 曲名                        | 作詞         | 作曲         | 編曲           | 使用作品                                                           | 名義                                                                        |
| --------------------------- | ------------ | ------------ | -------------- | ------------------------------------------------------------------ | --------------------------------------------------------------------------- |
| 情熱 〜We are Brothers〜    | 当該記事参照 | 当該記事参照 | 当該記事参照   | 当該記事参照                                                       | Hero Music All Stars                                                        |
| 蒸着 〜We are Brothers〜    | 藤林聖子     | AYANO        | 鳴瀬シュウヘイ | 『仮面ライダー×スーパー戦隊×宇宙刑事 スーパーヒーロー大戦Z』主題歌 | Hero Music All Stars Z                                                      |
| The Braves 〜竜の道を継ぐ者 | 八手三郎     | 俊龍         | 俊龍           | 『獣電戦隊キョウリュウジャー』挿入歌                               | 高橋秀幸、松原剛志、吉田仁美                                                |
| Go ahead! 〜SSR〜           | 青木久美子   | 前田克樹     | 水島康貴       | 『探検ドリランド -1000年の真宝-』主題歌                            | 高橋秀幸 and さくら with メッキ（CV：柳原哲也）＆シャッキ（CV：宮本佳那子） |
| NEVER ENDING HERO           | 青木久美子   | 前田克樹     | 前田克樹       |                                                                    | 高橋秀幸 and さくら                                                         |
| 宴じゃオージャー!           | KoTa         | KoTa         | KoTa           | 『王様戦隊キングオージャー』挿入歌                                 | 高橋秀幸＆伊勢大貴                                                          |

#### キッズソング
| 曲名                                   | 作詞               | 作曲       | 編曲       | 収録アルバム（初収録のみ）                                      | 名義                             |
| -------------------------------------- | ------------------ | ---------- | ---------- | --------------------------------------------------------------- | -------------------------------- |
| ジューキーズ こうじちゅう!             | 桑原永江           | 大橋恵     | 塚山エリコ | 『2011 うんどう会(3) せっしゃは忍者、チャレンジャー!!』         | 高橋秀幸、久保田薫               |
| キッズたいそう〜てのひらをたいように〜 |                    |            |            | 『2014 うんどう会(1) キッズたいそう ～てのひらをたいように～』  | 加藤有加利、高橋秀幸、小寺可南子 |
| 地球ぴょんぴょん                       | 坂田おさむ         | 坂田おさむ | 梅堀淳     | 『こどものうた 〜烈車戦隊トッキュウジャー・地球ぴょんぴょん〜』 | 高橋秀幸、高瀬"Makoring"麻里子   |
| みんなのリズム                         | 中西圭三、田角有里 | 中西圭三   | Funta7     | 『こどものうた ヒット・ヒット・コンサート！』                   | 山野さと子、高橋秀幸             |

## 出演

### ワンマンライブ
| タイトル                                                                                  | 日付           | 会場                               |
| ----------------------------------------------------------------------------------------- | -------------- | ---------------------------------- |
| 340スズキ♪presents「歌祭22～高橋秀幸の巻～」                                              | 2011年11月11日 | Naked Loft                         |
| 八丈島ライオンズクラブ40周年記念イベント「♪お楽しみコンサート♪」                          | 2013年2月8日   | 八丈島Pot Hall                     |
| たかぱすファミリー設立記念！ たかぱす感謝祭-Birth 01/生誕祭-「絶叫！愛たかったぜ～っ！」  | 2014年4月12日  | dues新宿                           |
| たかぱす感謝祭-Birth 02- 秋の大総力祭                                                     | 2014年11月23日 | ガムランボール・ラウンジ           |
| たかぱす感謝祭-Birth 03-「冬の新作コレクション in AKIBA」                                 | 2015年2月21日  | Eggman tokyo east                  |
| たかぱす感謝祭-Birth 04-「誕生日！でもフルスロットル!?」                                  | 2015年4月18日  | J-POP Caféバンコット               |
| たかぱす感謝祭-Birth 05-「BandでBang! Bang! Birthday!」                                   | 2016年4月9日   | 二子玉川東京音実劇場               |
| たかぱす感謝祭-Birth 06-「ハッピーバーヒデー」                                            | 2017年4月8日   | 神田フォーク酒場昭和               |
| たかぱす感謝祭-Birth 07-「“10nk YOU!” 高橋秀幸 バースデー＆アニバーサリーライブ」         | 2018年4月8日   | 高円寺AGALINE                      |
| 高橋秀幸 デビュー10周年記念ツアー「10nk YOU!」                                            | 2018年9月16日  | [山形] 山形ミュージック昭和Session |
| 高橋秀幸 デビュー10周年記念ツアー「10nk YOU!」                                            | 2018年10月28日 | [福岡] Bar 513hall                 |
| 高橋秀幸 デビュー10周年記念ツアー「10nk YOU!」                                            | 2018年11月18日 | [大阪] RAW TRACKS                  |
| 高橋秀幸 デビュー10周年記念ツアー「10nk YOU!」                                            | 2019年1月27日  | [東京] 四谷Honey Burst             |
| たかぱす感謝祭-Birth 08-「“NEW START!” 高橋秀幸 アコースティックワンマンライブ」          | 2019年4月13日  | 四谷天窓                           |
| 高橋秀幸バースデーワンマンライブ「song of solitude」                                      | 2021年4月17日  | 四谷Honey Burst                    |
| 高橋秀幸 アコースティックツアー2021 〜song of solitude〜                                  | 2021年7月17日  | [名古屋] Velvet i Scream           |
| 高橋秀幸 アコースティックツアー2021 〜song of solitude〜                                  | 2021年7月18日  | [大津] bochi bochi                 |
| 高橋秀幸 GWプレミアムライブ2022                                                           | 2022年5月3日   | あさがやドラム                     |
| ホップ！ステップ！ラビット！高橋秀幸 博多ぴょんぴょんライブ！ in クロスオーバー 1周年記念 | 2023年1月28日  | AnimeDiningBar CrossOver           |
| HIDEYUKI TAKAHASHI 50th birthday LIVE!                                                    | 2023年4月8日   | BECKアキバ                         |
| 高橋秀幸 LIVE in 大津                                                                     | 2024年9月15日  | bochi bochi                        |
| 高橋秀幸 アコースティックLIVE -駆け抜けた夏 ほっと一息 秋葉原-                            | 2024年10月13日 | BECKアキバ                         |
| 高橋秀幸 アコースティック LIVE in YAMAGATA -GO BACK HOME!-                                | 2024年12月1日  | class studio                       |

### その他（主催ライブなど）
| タイトル | 日付           | 会場                                     | 備考                                                                                               |
| --- | -------------- | ---------------------------------------- | -------------------------------------------------------------------------------------------------- |
| たかぱスクールpresents「コロナに負けない！高橋秀幸とゆかいなアニソンシンガーズ」                                   | 2021年12月11日 | 大阪市立淀川区民センター                 | 出演：高橋秀幸、山野さと子、山形ユキオ、SisterMAYO、宮本佳那子、マエダ夏男、ハセガワダイスケ       |
| たかぱスクールpresents「コロナに負けない！高橋秀幸とゆかいなアニソンシンガーズ」                                   | 2021年12月18日 | 青山グランドホール                       | 出演：高橋秀幸、山野さと子、山形ユキオ、SisterMAYO、宮本佳那子、マエダ夏男、伊勢大貴               |
| たかぱスクールpresents「高橋秀幸とゆかいなアニソンシンガーズ2 ～チームタイガーがやってきた！TORA!TORA!TORA!～」    | 2022年10月1日  | [神戸] クラブ月世界                      | 出演：高橋秀幸、NoB、山野さと子、Sister MAYO☆、大西洋平、宮本佳那子、寺坂頼我、Natsuo              |
| たかぱスクールpresents「高橋秀幸とゆかいなアニソンシンガーズ2 ～チームタイガーがやってきた！TORA!TORA!TORA!～」    | 2022年10月16日 | [東京] パームス秋葉原                    | 出演：高橋秀幸、NoB、山野さと子、Sister MAYO☆、大西洋平、宮本佳那子、駒形友梨、寺坂頼我、Natsuo    |
| 高橋秀幸 マンスリーライブ -5ぱす-「ちょっとトゥルットゥ？かなりトゥギャザー」                                      | 2023年5月13日  | BECKアキバ                               | ゲスト：宮本佳那子                                                                                 |
| 高橋秀幸 マンスリーライブ -6ぱす-「よふぃよふぃ、たかぱすのライブ、ジャックしてやるよ！」                          | 2023年6月10日  | BECKアキバ                               | ゲスト：NewJack拓郎、YOFFY                                                                         |
| 高橋秀幸 マンスリーライブ -7ぱす-「おおきに！たかぱす15周年！大阪お礼参りの宴！」                                  | 2023年7月8日   | 長堀橋WAXX                               | ゲスト：伊谷亜子、岡田莉那                                                                         |
| 高橋秀幸 マンスリーライブ -8ぱす-「頼我くん！名古屋まで遊びに来ちゃった！」                                        | 2023年8月12日  | NDP Studio                               | ゲスト：寺坂頼我、鎌田章吾                                                                         |
| 高橋秀幸 マンスリーライブ -9ぱす-「たかぱす！先輩づらスペシャル！歌ってよ♪後輩ちゃん！伊勢大貴編」                 | 2023年9月9日   | BECKアキバ                               | ゲスト：伊勢大貴                                                                                   |
| 高橋秀幸 マンスリーライブ -9ぱす-「たかぱす！先輩づらスペシャル！歌ってよ♪後輩ちゃん！鎌田章吾編」                 | 2023年9月9日   | BECKアキバ                               | ゲスト：鎌田章吾                                                                                   |
| 高橋秀幸 マンスリーライブ -10ぱす- 湯毛とたかぱすの「アニソンリクエストアワー！」                                  | 2023年10月14日 | BECKアキバ                               | ゲスト：湯毛                                                                                       |
| 高橋秀幸 マンスリーライブ -11ぱす-「轟恩」from 2008 to 2023                                                        | 2023年11月19日 | BECKアキバ                               | ゲスト：古原靖久、碓井将大、杉本有美、Sister MAYO☆（夜の部のみ）                                   |
| 高橋秀幸 マンスリーライブ -ラスぱす- デビュー15周年 105曲ライブ！                                                  | 2023年12月9日  | BECKアキバ                               | 昼公演：「歌でつづる たかぱす50年史」                                                              |
| 高橋秀幸 マンスリーライブ -ラスぱす- デビュー15周年 105曲ライブ！                                                  | 2023年12月9日  | BECKアキバ                               | 夜公演：「挑戦！全戦隊主題歌カバー！」                                                             |
| 高橋秀幸マンスリーライブ「アフターパーティー」という名の「謝恩会」と見せかけて「大打上げ会」かーらーの！「忘年会」 | 2023年12月9日  | BECKアキバ                               | |
| 高橋秀幸と愉快な仲間達 -クロスオーバー2周年記念ライブ-                                                             | 2024年3月16日  | AnimeDiningBar CrossOver                 | 出演：高橋秀幸、しおたん、じぇれすす、真紅の大番頭、石窯ナポリ、保坂、りて、月、DJ What's Up Beats |
| 高橋秀幸バースデーライブ スキャンティーズの"鉄板"                                                                  | 2024年4月14日  | BECKアキバ                               | ゲスト：NewJack拓郎、YOFFY、宮本佳那子（昼の部のみ）                                               |
| KITAKAPASU -喜多修平&高橋秀幸- ツーマンライブ                                                                      | 2024年5月19日  | BECKアキバ                               | デビュー16周年を迎えた2人（高橋秀幸と喜多修平）がこの日だけの夢のユニットを結成                    |
| 高橋秀幸&鎌田章吾 ツーマンライブ de la 名古屋                                                                      | 2024年8月24日  | 名古屋 栄 ライブバー Cafe＆Bar SakaeBase | ライブ後にアフターパーティー開催                                                                   |
| 高橋秀幸リアル誕生日特別公演                                                                                       | 2025年4月12日  | BECKアキバ                               | 昼公演：「高橋秀幸的原曲再現実演」                                                                 |
| 高橋秀幸リアル誕生日特別公演                                                                                       | 2025年4月12日  | BECKアキバ                               | 夜公演：「HIDEYUKI TAKAHASHI LIVE on band」                                                        |
| 高橋秀幸リアル誕生日特別公演                                                                                       | 2025年4月12日  | BECKアキバ                               | アフターパーティー                                                                                 |

### テレビ番組
| タイトル                                      | 放送局             | 出演日                                   |
| --------------------------------------------- | ------------------ | ---------------------------------------- |
| どれどれトーク                                | 日テレG+           | 2008年11月7日                            |
| キッズ劇場Neo                                 | テレビ神奈川       | レギュラー出演（2010年 - 2012年6月30日） |
| キッズ劇場ピース                              | テレビ神奈川       | レギュラー出演（2012年7月 - 2015年3月）  |
| アニぱら音楽館                                | キッズステーション | 第240回（Project.Rとして）               |
| アニぱら音楽館                                | キッズステーション | 第289回                                  |
| アニぱら音楽館                                | キッズステーション | 第339回                                  |
| アニぱら音楽館                                | キッズステーション | 第403回                                  |
| アニぱら音楽館                                | キッズステーション | 第404回                                  |
| アニソンキング2012                            | BSスカパー!        | 2012年12月31日                           |
| アニぱら音楽館 EXTREME LIVE in 石巻           | キッズステーション | 2013年1月1日                             |
| アニソンキング2013                            | BSスカパー!        | 2013年12月31日                           |
| 月刊ブシロードTV                              | TOKYO MX           | 2015年10月22日                           |
| 月刊ブシロードTV                              | TOKYO MX           | 2015年10月29日                           |
| キッズ劇場エース                              | テレビ神奈川       | 最終回ゲスト出演（2017年3月25日）        |
| ○○っぽい曲をつくる!音楽バラエティ #っぽいウタ | 中京テレビ         | 2021年11月27日                           |

### ラジオ番組
| タイトル                                                                                                  | 放送局                       | 出演者                                            | 放送期間                      |
| --- | ---------------------------- | ------------------------------------------------- | ----------------------------- |
| 宮本佳那子×高橋秀幸の生っちゃライブ♪ショー ハレルヤ☆ （旧題：宮本佳那子×高橋秀幸の生っちゃライブ♪ショー） | レインボータウンエフエム放送 | 宮本佳那子、高橋秀幸                              | 2012年4月17日 - 2014年3月18日 |
| Star Radio Music School presents タカパス＆ジャックの「トーク･トーク･トーク」（仮）                       | Tokyo Star Radio             | 高橋秀幸、NewJack拓郎                             | 2021年9月2日 -                |
| アニソン・アカデミー                                                                                      | NHK-FM                       | 中川翔子、あべあきら 講師：高橋秀幸               | 2023年10月13日                |
| 東映公認 鈴村健一・神谷浩史の仮面ラジレンジャー                                                           | 文化放送                     | 神谷浩史、稲田徹、鷲見友美ジェナ ゲスト：高橋秀幸 | 2024年7月12日                 |
| 伊谷亜子の真夜中ごりごり気分                                                                              | ミュージックバード           | 伊谷亜子 ゲスト：高橋秀幸                         | 2024年9月8日 2024年9月15日    |

### インターネット配信番組
| タイトル                                                   | 配信サイト                                                | 出演者                              | 放送期間              |
| ---------------------------------------------------------- | --------------------------------------------------------- | ----------------------------------- | --------------------- |
| おしゃれチン列罪                                           | - USTREAM（第1 - 2回、第9 - 10回） - Stickam（第3 - 8回） | Sister MAYO、高橋秀幸               | 2011年1月 - 2012年1月 |
| 五條・高橋のANIMEX RADIO!!                                 | 超!A&G+                                                   | 五條真由美、高橋秀幸                | 2011年10月            |
| 高橋・MAYOのANIMEX RADIO!!                                 | 超!A&G+                                                   | 高橋秀幸、Sister MAYO               | 2011年11月            |
| 松原・高橋のANIMEX RADIO!!                                 | 超!A&G+                                                   | 松原剛志、高橋秀幸                  | 2012年2月             |
| 高橋・五條のANIMEX RADIO!!                                 | 超!A&G+                                                   | 高橋秀幸、五條真由美                | 2012年3月             |
| おしゃれチン列罪2                                          | USTREAM                                                   | Sister MAYO、高橋秀幸、うちやえゆか | 2012年3月 - 11月      |
| 宮本佳那子×高橋秀幸の生っちゃライブ♪ショー ハレルヤ☆出張版 | バンプレちゃんねる（ニコニコ動画）                        | 宮本佳那子、高橋秀幸                | 2013年4月 - 2014年3月 |
| ヒデはフルスロットル!?                                     | YouTube                                                   | 高橋秀幸、沖佳苗、田名部生来        | 2014年6月 - 2017年9月 |
| 高橋秀幸の「SHOW MEな話、喋れBAR?」                        | ニコニコチャンネル                                        | 高橋秀幸                            | 2018年6月 - 2019年2月 |

### 映画
- ゴーカイジャー ゴセイジャー スーパー戦隊199ヒーロー大決戦[307]